# 環形耦合器

老鼠赛耦合器

環形耦合器(也称为 混合圈耦合器)是一种耦合器，主要使用在  射频與微波系统。在其最简单的形式，它是一个3分贝耦合器，因此可以取代魔T的。與魔T相比，它容易在微帶線或帶狀線等平面技術中實現，雖然波导型的環形耦合器也實用。不像魔T，環型耦合器不需要匹配結構，就能正常操作。 
環形耦合器有四个端口，每個端口在上半部分彼此相距四分之一波長。環的下半部分長度為四分之三波長。與端口阻抗相比，環具有因子{\displaystyle {\sqrt {2}}}的特徵阻抗。
输入端口1的信号，将將從端口2和4出去，而端口3被隔離而無信號。理想的{\displaystyle 3\,\mathrm {dB} }散射矩阵为：
{\displaystyle S={\frac {-i}{\sqrt {2}}}{\begin{pmatrix}0&1&0&-1\\1&0&1&0\\0&1&0&1\\-1&0&1&0\end{pmatrix}}}

算术与環形耦合器

環形耦合器用於對兩個同相組合信號求和，基本上沒有損耗，或者對輸入信號進行相等分離，而輸出之間沒有產生相位差。也可以將耦合器配置為180度相移輸出分頻器，或者將兩個180度相移組合信號相加，幾乎沒有損耗。